# Зарудная-Кавос, Екатерина Сергеевна
Екатери́на Серге́евна Зару́дная-Ка́вос (15 [27] июня 1862, Удельная, Санкт-Петербургская губерния — 15 [28] ноября 1917, Петроград) — русский живописец-портретист и график, последовательница Павла Чистякова, видная фигура среди петербургских художников времён Серебряного века, общественница левого толка; дочь правоведа Сергея Зарудного и старшая сестра адвоката Александра Зарудного, свойственница семьи Бенуа.

## Биография
Родилась в петербургском пригороде (теперь историческом районе) селе Удельном; вторая дочь в многодетной семье правоведа, активного участника судебной реформы 1864 года, впоследствии сенатора Сергея Ивановича Зарудного и его жены Зои Александровны (урождённой Мясново).
Обучалась в Императорской Академии художеств (1881–1887), где её преподавателем был Павел Чистяков. В феврале 1885 года, за эскиз «Юдифь перед народом с головой Олоферна», Зарудная была отмечена 3-й категорией, а в марте того же года — 4-й категорией за эскиз «Мучение святого Себастьяна». Окончив в том же 1885 году научный курс, Зарудная на год выехала в Париж, где брала уроки у Каролюс-Дюрана и в академии Жюлиана; там же состояла в знакомстве с Марией Башкирцевой. По возвращении в Петербург в 1886 году получила вторую серебряную медаль, а в следующем 1887 году окончила Академию в звании неклассного художника. Регулярно участвовала в выставках, начиная с 1889 года; с 1900 года представляла свои работы на передвижных выставках.
В Ницце 31 января 1888 года, по желанию своей матери, вышла замуж за горнозаводского инженера Евгения Цезаревича Кавоса, пасынка архитектора Цезаря Кавоса.
Организовывала сатирические и детские журналы и сотрудничала со многими из них (например, «Леший»).
В 1905 году совместно с А. М. Языковой[прояснить] открыла в Петербурге школу живописи, где преподавали художники Борис Кустодиев и Евгений Лансере. При её мастерской в Петербурге действовала воскресная школа рисования для рабочих. Любила отдыхать и работать[стиль] на собственной даче в Куоккала, куда в 1906 году к ней приезжала нелегально Роза Люксембург.
Революция 1917 года положила конец благополучию Кавосов и, в известном роде, самим супругам — на фоне и на почве развернувшихся потрясений Зарудная-Кавос впала в душевное расстройство, а следом — в истощение, от которого и умерла 15 (28) ноября 1917 года; она была отпета в Сергиевском всея артиллерии соборе и похоронена на Волковском лютеранском кладбище, в семейном захоронении Кавосов (IX уч.). Евгений Кавос пережил жену ненадолго — он умер в конце марта 1918 года и был похоронен также на Волковском кладбище. В период между смертями Кавосов их дома на Кирочной улице и на Каменноостровском проспекте были национализированы; в 1919 году остававшиеся в Петрограде дочери супругов передали большую часть их архивов в Пушкинский Дом, вслед за чем навсегда покинули Россию; позднее в 1924 году, из собственности Нестора Котляревского, в институт поступили некоторые другие документы (в том числе два портрета Максима Горького). Где-либо за пределами Пушкинского Дома материалы, касающиеся жизни и творчества Зарудной-Кавос, немногочисленны; они сохранились в фондах Исторического архива в Петербурге и Архива литературы и искусства в Москве, а также в Ульяновском художественном музее (куда из Пушкинского Дома в 1927 году был отдан альбом рисунков сторонних мастеров).

## Творчество
Среди исполненных Зарудной-Кавос портретов — известнейшие деятели русской культуры: историк К. Н. Бестужев-Рюмин (1889; в Третьяковской галерее), сенатор В. А. Арцимович (1890; в Русском музее), публицист и философ В. С. Соловьёв, писатель В. В. Водовозов, художники Н. А. Ярошенко и И. Е. Репин, юрист и писатель А. Ф. Кони, артисты П. В. Самойлов, В. Ф. Комиссаржевская, П. А. Корсаков, М. Н. Германова, композитор и дирижёр М. М. Ипполитов-Иванов, писатели Н. А. Добролюбов и А. М. Горький. Помимо этих работ у неё были жанровые картины, многочисленные акварельные работы, рисунки и зарисовки, офорты.

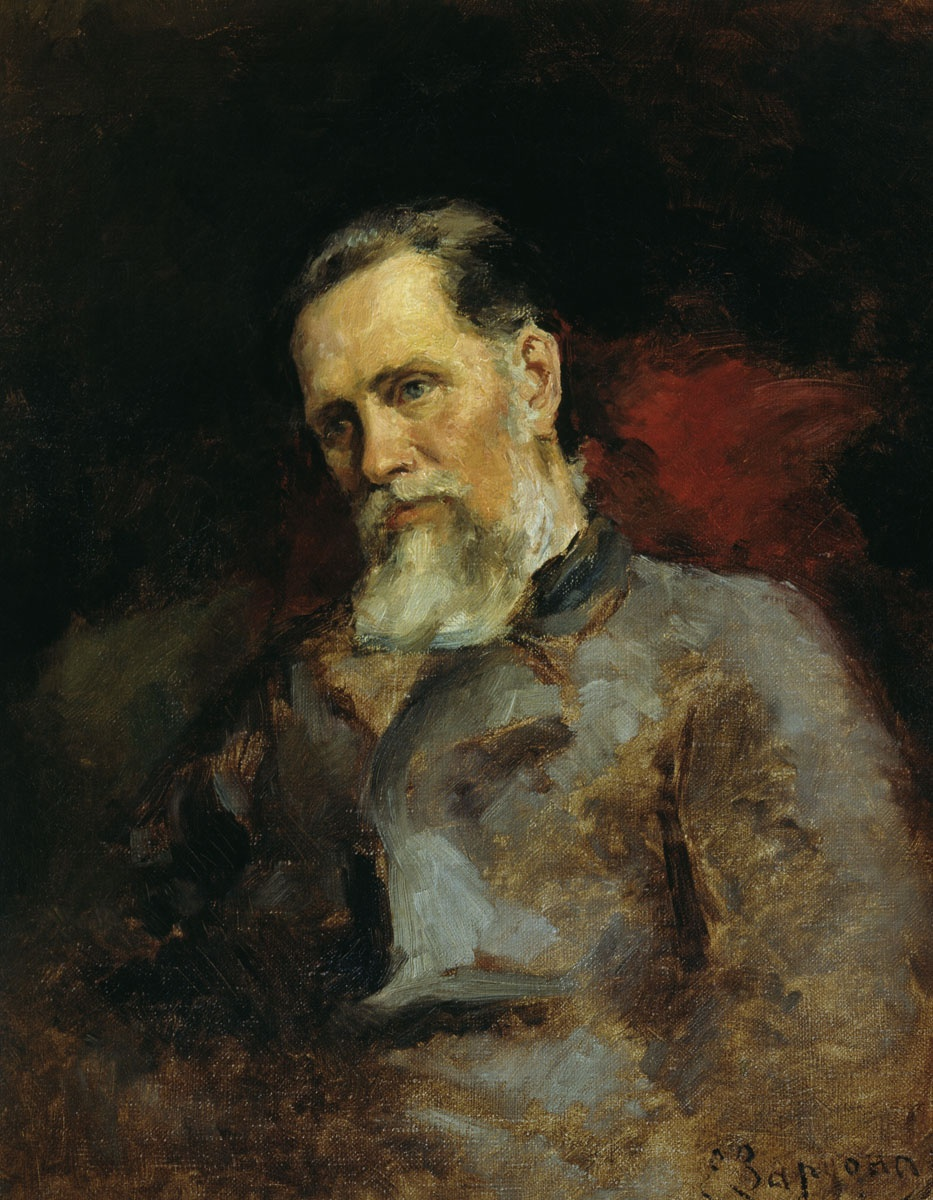
И. Н. Крамской. 1887[комм. 8]
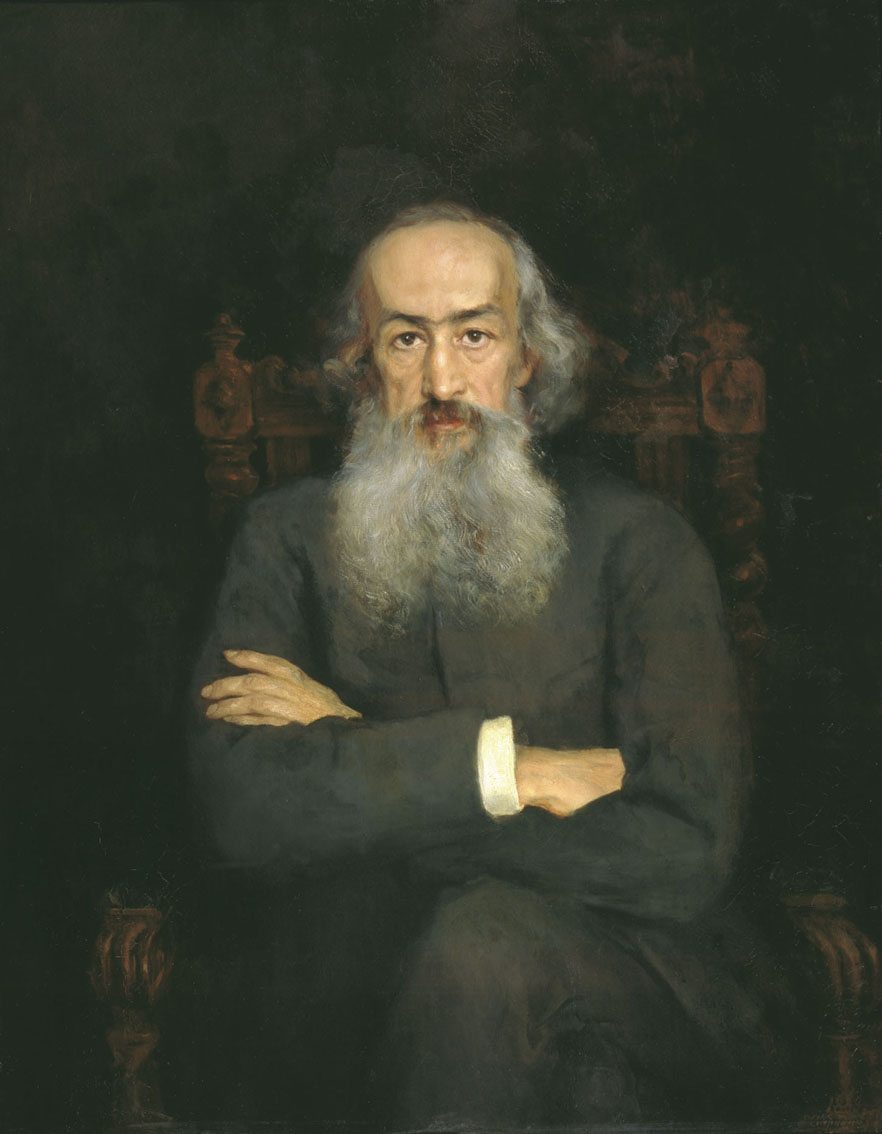
К. Н. Бестужев-Рюмин. 1889[комм. 9]
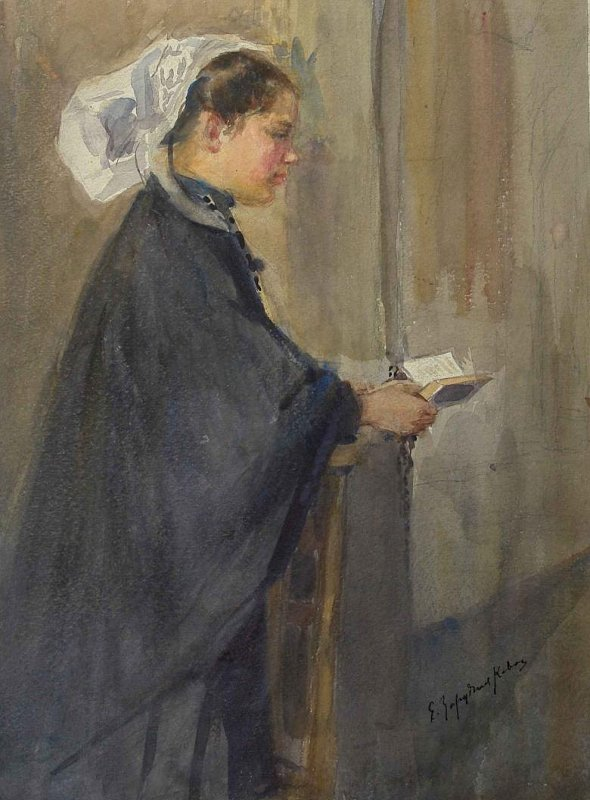
Девушка с книгой. 1890-е — 1900-е годы[комм. 10]
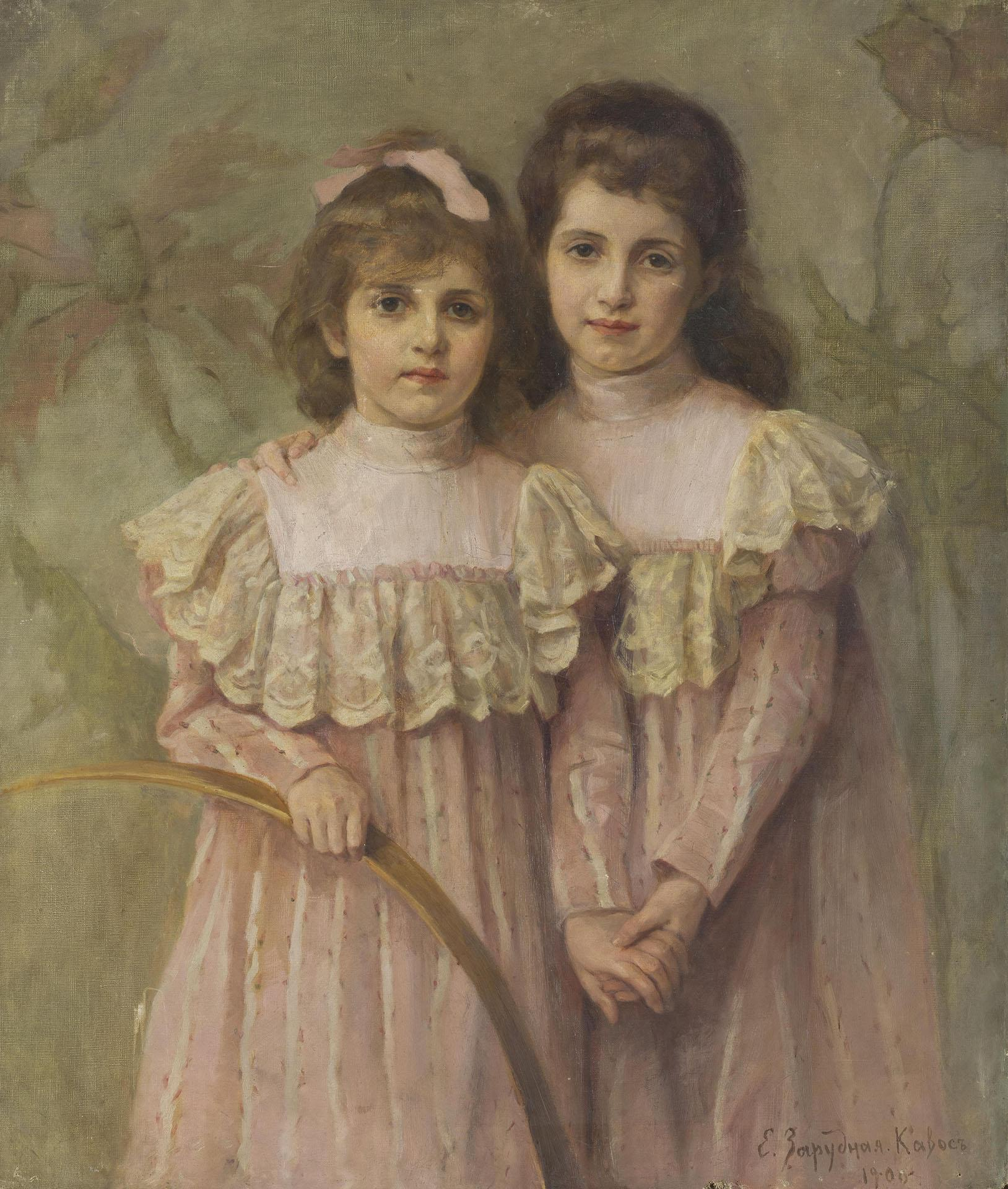
Дочери художницы. 1900 [комм. 11]
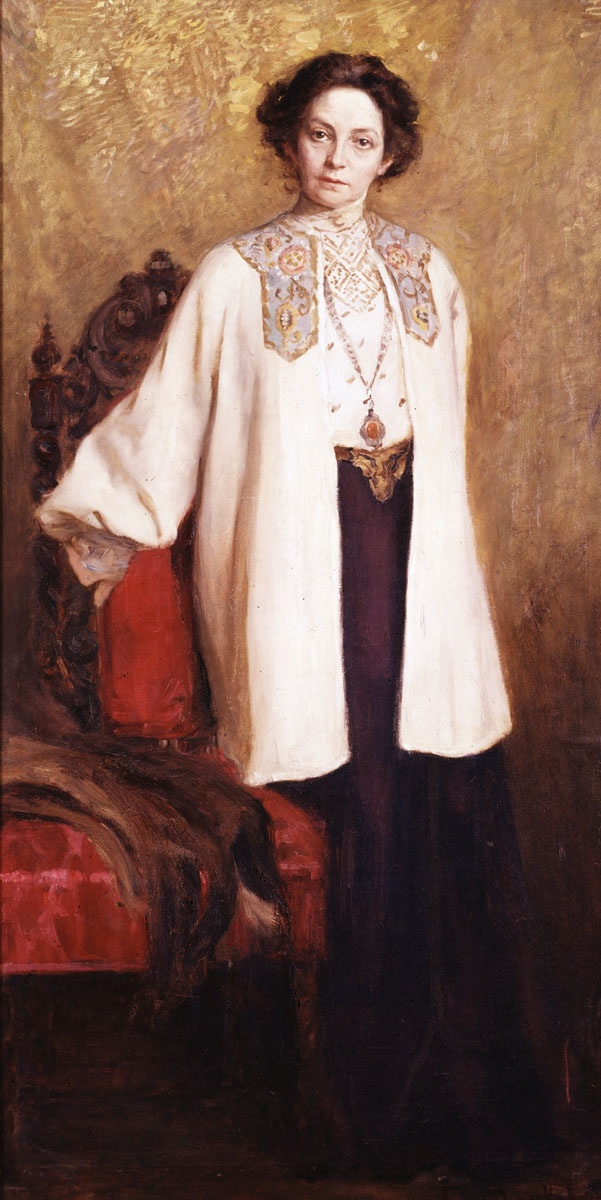
В. Ф. Комиссаржевская. 1906[комм. 12]
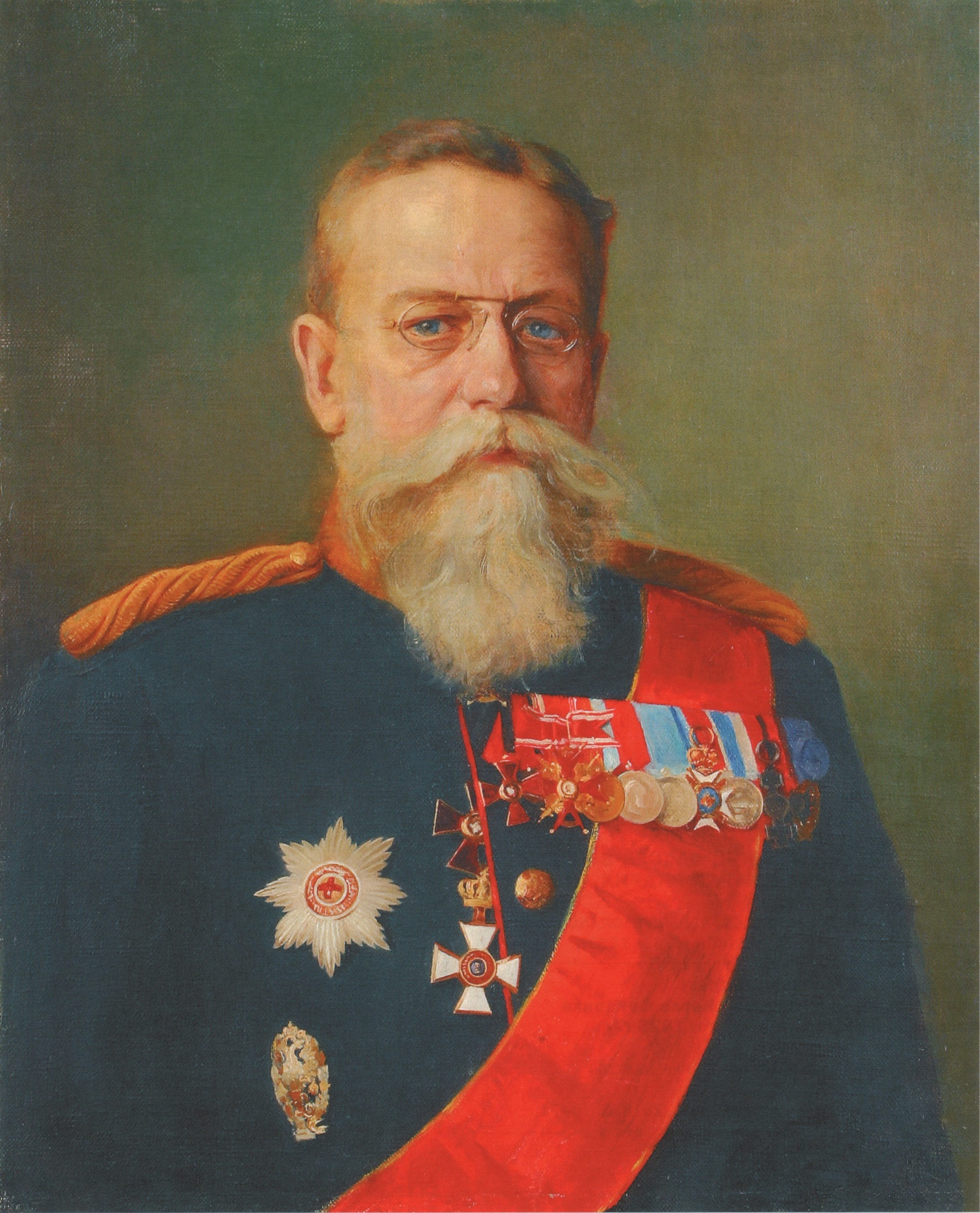
А. П. Саломон. 1900-е годы[комм. 13]